# Pianengo
Pianengo är en ort och kommun i provinsen Cremona i regionen Lombardiet i Italien. Kommunen hade 2 519 invånare (2018).